# Douma (Tchoukotka)
Pour les articles homonymes, voir Douma (homonymie).
7e législature
Édifice de la Douma
La Douma du district autonome de Tchoukotka (en russe : Дума Чукотского автономного округа,  Duma Chukotskogo avtonomnogo okruga) est l'organe législatif de la Tchoukotka, un sujet fédéral de la Russie.

## Histoire
Historiquement, la Douma était le Conseil consultatif des grands princes de la Russie kiévienne et des tsars de la Russie impériale.
La première Douma de la région de Tchoukotka fut convoquée le 27 janvier 1991 à Anadyr par le gouverneur Aleksandr Nazarov.

## Composition actuelle
Elle est composée de 15 députés élus au suffrage proportionnel. Un amendement constitutionnel a porté le mandat des élus de la Douma de 4 à 5 ans à compter des élections législatives de 2011. Tout citoyen russe âgé d'au moins 21 ans peut se présenter.
Actuellement, le parti politique Russie unie est majoritaire à la Douma et son président est Ivan Volkov.

## Élections

### 2021
| Parti         | Parti         | %     | Sièges |
| ------------- | ------------- | ----- | ------ |
|               | Russie unie   | 44,86 | 11     |
|               | LDPR          | 22,20 | 1      |
|               | KPRF          | 15,91 | 1      |
|               | Russie juste  | 12,26 | 1      |
|               | Indépendants  | —     | 1      |
|               |               |       |        |
| Participation | Participation | 57,80 |        |

## Pouvoirs
Le parlement nomme le gouverneur de la région avec l'accord du président russe. Il vote également les budgets et les lois qu'a préparé le gouvernement. Il peut aussi les refuser et exiger de nouvelles lois et de nouveaux budgets.
Le parlement dispose également du pouvoir d'accepter ou de refuser la démission du gouverneur, du vice-gouverneur ou d'un membre du gouvernement. Si le parlement refuse la démission d'un membre du gouvernement, du vice-gouverneur ou du gouverneur celui-ci devra rester à son poste jusqu’à une nouvelle décision du parlement. 

### Présidents de la Douma
| Titulaire         | Début du mandat | Fin du mandat   | Parti | Parti            |
| ----------------- | --------------- | --------------- | ----- | ---------------- |
| Aramaïs Dallakian | 12 octobre 1991 | 12 octobre 2000 |       | Parti communiste |
| Andreï Gorodilov  | 12 octobre 2000 | 12 octobre 2008 |       | Russie unie      |
| Roman Abramovitch | 12 octobre 2008 | 2 juillet 2013  |       | Russie unie      |
| Ivan Volkov       | 2 juillet 2013  | en cours        |       | Russie unie      |